# Mariscala
Mariscala est une ville de l'Uruguay située dans le département de Lavalleja. Sa population est de 1 674 habitants.

## Population
| Année | Population |
| ----- | ---------- |
| 1963  | 1 423      |
| 1975  | 1 395      |
| 1985  | 1 415      |
| 1996  | 1507       |
| 2004  | 1 674      |

Référence,.